# شاهزاده سلطان محمد
شاهزاده سلطان محمد عضوی از خاندان شروان‌شاهان بود. وی فرزند کیقباد یکم شروانشاه، برادر کاووس شروانشاه، و پدر ابراهیم اول شروانشاه و بهلول شروان بود.

## زندگی
تاریخ دقیق تولد و درگذشت وی مشخص نیست. وی در زمان کیقباد یکم شروانشاه به عنوان فرماندار دربند منصوب شد. او جد یک شاخه جوان از شروان‌شاهان - خاندان دربندی شد. در زمان هوشنگ شروانشاه او رسوا شد و مجبور شد به همراه پسرانش به منطقه شکی پناه ببرد و مخفی شود. او در همان‌جا درگذشت.